# Maison de Laval-Bois-Dauphin
Pour un article plus général, voir Deuxième maison de Montmorency-Laval.
Maison de Laval-Bois-Dauphin

## Introduction
La Deuxième maison de Montmorency-Laval est une branche cadette de la Deuxième Maison de Laval qui commence à Mathieu II de Montmorency. Mathieu II de Montmorency a bien épousé Emma de Laval  mais il ne fut que son mari et le père de ses enfants. Il n'eut personnellement aucun pouvoir sur les terres des Laval, Emma l'exerçant sans partage. De plus, le contrat précisait bien que les enfants et descendants du couple porteraient seulement le nom des Laval comme leur mère.
Une branche cadette de la Deuxième maison de Montmorency-Laval : les Laval-Bois-Dauphin, a pour souche René Ier de Laval-Bois-Dauphin, fils de Thibault II de Laval-Loué et d'Anne de Maimbier, dame de Bois-Dauphin (fille de Jean de Maimbier et de Françoise de Villerpouvée).
Les armes de cette branche sont, de Montmorency-Laval, à la bordure de sable, chargée de cinq lionceaux d'argent ; un en chef léopardé, deux en chaque flanc de l'écu ; ceux de dextre contournés et affrontant ceux de sénestre.
Pour Jean-Barthélemy Hauréau, la bibliothèque du château de Bois-Dauphin était fort considérable. Elle fut notamment consultée par Pierre Massé qui s'intéressait de l'opinion des anciens et des modernes afin d'étudier les thèses controversées, et à se former une opinion sur catholicisme et protestantisme.

## Personnages principaux
Les personnages principaux de cette branche sont :
- Claude de Laval-Bois-Dauphin, seigneur de Teligny, maître d'hôtel du dauphin, fils de François Ier, religieux français, archevêque d'Embrun ;
- Urbain de Laval Bois-Dauphin, (°1557 - † 27 mars 1629), marquis de Sablé et seigneur de Bois-Dauphin (à Précigné) et Précigné, d'Aunay, Saint-Aubin etc., comte de Bresteau (au Maine, à Lombron et Beillé), homme de guerre et diplomate français[3],[4].
- Henri de Laval Bois-Dauphin, (2 mars 1620 - 22 novembre 1693), religieux français, évêque de Léon de 1651 à 1661, puis évêque de La Rochelle de 1661 à 1693 ;

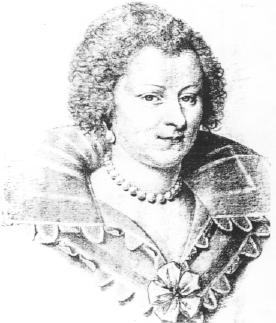
Madeleine de Laval-Bois-Dauphin, marquise de Sablé

- Madeleine de Laval-Bois-Dauphin, (1599-16 janvier 1678), écrivaine française, épouse de Philippe-Emmanuel de Laval-Bois-Dauphin.

## Généalogie
René Ier de Laval-Bois-Dauphin X Guyonne de Beauvau
1. Jean de Laval-Bois-Dauphin X Renée de Saint-Mars
  1. Claude de Laval-Bois-Dauphin X Claude de la Jaille
  2. René II de Laval-Bois-Dauphin X Jeanne de Lénoncourt
    1. Urbain Ier de Laval-Bois-Dauphin X Madeleine de Montecler
      1. Philippe Emmanuel de Laval-Bois-Dauphin X Madeleine de Souvré
        1. Urbain II de Laval-Bois-Dauphin X Marguerite Barentin
          1. Charles de Laval-Bois-Dauphin

        2. Henri Marie de Laval-Bois-Dauphin
        3. Guy (ou Gilles) de Laval-Bois-Dauphin (vers 1622-tué le 18 octobre 1646) X Marie Séguier (1618-1710) fille du Chancelier Séguier
          1. Madeleine de Laval X Henri Louis d'Aloigny

## Membres

### RenéIerde Laval-Bois-Dauphin
- Chevalier, seigneur de Bois-Dauphin, Saint-Aubin, Aunay et Précigné en Anjou. Il fit son testament en 1504 et mourut peu après. Il avait épousé, en 1478, Guyonne de Beauvau, fille de Bertrand et d'Odette/Ide du Châtelet, dame de Précigné et de Louaillé, veuve de Jean Juvénal des Ursins (seigneur de La Motte-Jo(u)sserand ? Mais il ne coïncide pas avec le seul Jean Jouvenel des Ursins répertorié, baron de Traînel, sire de Perroy et La Motte-Josserand, † 1492, fils du chancelier Guillaume, sans postérité). Leurs enfants furent :
  - François ;
  - Jean.

### François de Laval-Bois-Dauphin
- Chevalier, seigneur de Bois-Dauphin en 1508, suivant le procès-verbal de la coutume d'Anjou, épousa Marguerite d'Assé, fille de François, seigneur de Montfaucon au Maine. II n'en eut point d'enfants.

### Jean de Laval-Bois-Dauphin
- Seigneur de Bois-Dauphin, Saint-Aubin, etc., épousa Renée de Saint-Mars, fille et unique héritière de Mathurin de Saint-Mars (-sous-Ballon), vicomte de Bresteau (Braitel, Brestel, fief double : d'abord à Lombron, détruit par les Anglais au XIVe siècle pendant la Guerre de Cent Ans, puis déplacé à La Rivière de Beillé)[5], seigneur de Saint-Mars, Roupeyreux etc. Après la mort de sa femme, arrivée en 1553, Jean de Laval prit l'ordre de prêtrise. Il en avait eu, outre deux filles, religieuses : 
  - René II ;
  - Claude ;
  - Hardouin, vivant en 1539, mort sans alliance ;
  - Catherine, mariée, 1° à François, seigneur du Puy-du-Fou, capitaine des ville et château de Nantes ; 2° à Louis d'Ailli, baron de Féquigny, tué à la bataille de Saint-Denis en 1567.

### René II de Laval-Bois-Dauphin
- Seigneur de Bois-Dauphin, Précigné, Saint-Mars, Aunay, vicomte de Bresteau, etc. , gentilhomme ordinaire de la chambre du roi, fut tué à la bataille de Saint-Quentin, en 1557. Il avait épousé, 1° Catherine de Baïf, fille de François, seigneur de Baïf, en Anjou ; 2°, le 12 septembre 1547, Jeanne de Lenoncourt (famille d'origine lorraine), dame de la reine Louise de Lorraine-Vaudémont, fille de Henri II, seigneur de Lenoncourt (comte de Nanteuil, chevalier des ordres du roi, mari de Marguerite de Broyes, dame de Nanteuil et Pacy), et sœur de Henri III de Lenoncourt ci-après (René II épouse donc en deuxièmes noces la belle-sœur de sa fille aînée Françoise de Laval !). Ses enfants furent :
  - Du premier lit : 
    - Françoise (vers 1540-1615) , mariée, 1° à Henri III de Lenoncourt, seigneur de Coupevray, mort en 1584 (Françoise est donc la belle-sœur de sa belle-mère Jeanne de Lenoncourt !) : d'où Madeleine de Lenoncourt (1576-1602 ; x 1° Louis VII de Rohan-Guéméné-Montbazon, fils du premier lit de Louis VI qui suit, sans postérité ; puis 2° son frère cadet Hercule de Rohan-Montbazon, d'où postérité ; Madeleine épouse donc deux des fils de son beau-père Louis VI de Rohan !) ; 2° à Louis VI de Rohan-Guémené, prince de Guémené, sans postérité ;

  - Du second lit :
    - Urbain ;
    - Anne, mariée à Georges de Créquy, seigneur de Risse ;
    - Urbaine, mariée à Philippe de Créquy, seigneur des Bordes, frère puîné du précédent.

### Philippe Emmanuel de Laval-Bois-Dauphin
- Chevalier, marquis de Sablé, comte de Bresteau, seigneur de Bois-Dauphin, mourut d'apoplexie le 4 juin 1640. Il avait épousé Madeleine de Souvré, morte le 16 janvier 1678, fille de Gilles de Souvré, marquis de Courtanvaux, chevalier des ordres du roi, capitaine de cinquante hommes d'armes, maréchal de France. Madeleine de Souvré, marquise de Sablé, tenait un salon littéraire. Leurs enfants furent :
  - Urbain II ;
  - Henri, évêque de La Rochelle ;
  - Guy ;
  - Gilles, chevalier de Malte, tué devant Bordeaux ;
  - Jacques, page de la chambre, mort jeune ;
  - Marie, religieuse à Saint-Amand de Rouen ;
  - Madeleine ;
  - Armande, religieuse ;
  - Philippe, mort jeune.

### Urbain II de Laval-Bois-Dauphin
- Marquis de Bois-Dauphin et de Sablé, il mourut à Paris le 6 décembre 1661. Il avait épousé, 1° Marie/Louise de Riants, fille de François, seigneur de Villeray, maître des requêtes, dont il n'eut point d'enfant, dont contrat de mariage daté du 6 août 1643 à Paris par Jacques Ricordeau étude n°CIX (registre 177A de janvier à décembre 1643 folios 160 à 164)[6] ; 2° Marguerite Barentin, veuve de Charles de Souvré, marquis de Courtanvaux, et fille de Charles Barentin, président en la Chambre des comptes. Elle mourut le 8 février 1704» ayant eu deux fils qui la prédécédèrent :
  - Charles ;
  - Jacques, page de la grande écurie du roi en 1667, tué par les Turcs, au combat de Candie, le 23 juin 1669.

### Charles de Laval-Bois-Dauphin
- Marquis de Bois-Dauphin, capitaine au régiment de Picardie, il fut tué dans une sortie faite sur les Hollandais au siège de Woerden, au mois d'octobre 1672, sans avoir été marié.